# 西尔维奥·桑托斯

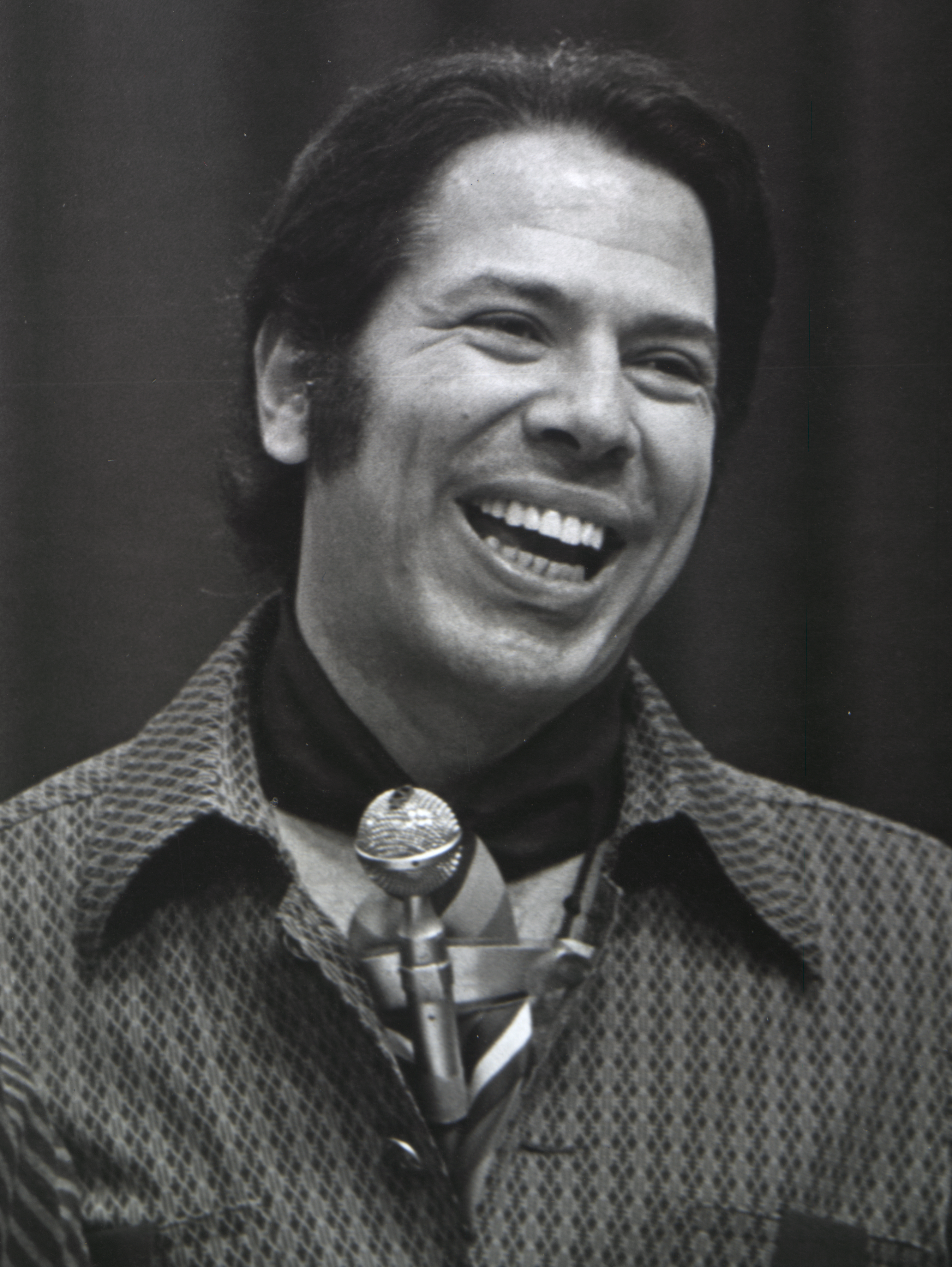
西尔维奥·桑托斯

西尔维奥·桑托斯（   1930年12月12日 - 2024年8月17日）是巴西电视节目主持人和大亨。他的父母是塞法迪犹太人，1924年移民到巴西 。西尔维奥·桑托斯还是巴西电视系统的创始人。  2013年，他的净资产为13亿美元，當時他是唯一一位登上福布斯全球富豪榜的巴西人。 